# Slobodan Branković
Slobodan Branković (Yugoslavia, 1 de octubre de 1967) es una atleta yugoslavo retirado especializado en la prueba de 400 m, en la que consiguió ser campeón europeo en pista cubierta en 1992.

## Carrera deportiva
En el Campeonato Europeo de Atletismo en Pista Cubierta de 1992 ganó la medalla de oro en los 400 metros, con un tiempo de 46.33 segundos, por delante del italiano Andrea Nuti y del británico David Grindley.